# Autoroute A-24 (Espagne)

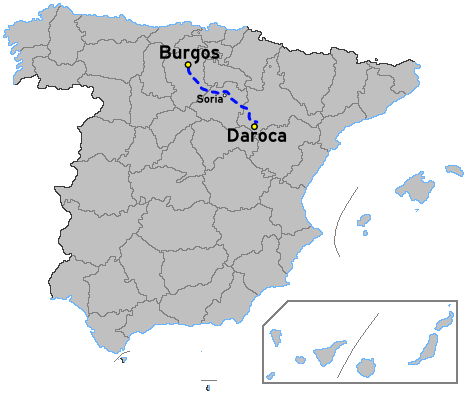

Pour les articles homonymes, voir A-24.
L'autoroute espagnole A-24 est une autoroute en projet dont aucune section n'est ouverte à la circulation à l'heure actuelle. Elle va être un important axe de communication entre la côte méditerranéennes dans la Communauté valencienne et la communauté de Castille et León et d'Aragon.
Elle permettra de relier Daroca en Aragon à Calatayud (Aragon) et ainsi relier les 2 communautés par une autoroute. Elle va relier ainsi l'Autoroute del Medujar entre Sagonte et Huesca et l'Autoroute espagnole A-2 entre Saragosse et Madrid.
Elle va doubler la N-234 jusqu'à Calatayud.
La A-24 permettra un trajet plus direct entre Valence ou Castellón de la Plana et Burgos/León en Castille et León. En effet, actuellement pour se rendre dans une de ces 2 villes par autoroute, il faut faire un long détour par Saragosse pour Burgos ou par Madrid pour León.
Il sera prévu à long terme de prolonger l'A-24 jusqu'à Burgos via Soria pour mieux desservir le nord ouest de l'Espagne depuis le Levant espagnol

## Tracé
- L'A-24 va débuter à Daroca où elle va se détacher de l'A-23 (Sagonte - Somport) en suivant le tracé de la N-234.
- Quelques kilomètres plus loin, elle va croiser l'A-2 en desservant Calatayud où elle va s'y connecter.